# MAIN DISH (DISH//のアルバム)
『MAIN DISH』（メイン ディッシュ）は、DISH//の1枚目のフル・アルバム。2015年1月14日にSony Recordsから発売された。

## 概要
- 自身初のフル・アルバム。
- CDは初回生産限定盤、通常盤の2形態で発売。
- シングル曲「I Can Hear」、「晴れるYA!」、「FREAK SHOW」、「サイショの恋〜モテたくて〜」、「変顔でバイバイ!!」の他、ヒャダインやたむらぱんから提供された楽曲や、アメリカのボーイズグループ・After Romeoのカバー曲等、全形態共通で全13曲を収録[1][2]。
  - 初回生産限定盤のみ、メンバー全員で作詞・作曲を手掛けた新曲「また明日。」をボーナストラックとして収録[1][2]。
  - 尚、本作には、インディーズ時代のシングル表題曲や、サイドディッシュシングルとして発売された企画シングル表題曲「いつかはメリークリスマス」、4thシングル『サイショの恋〜モテたくて〜/FLAME』の2曲目の表題曲「FLAME」[注 1]は本作には収録されていない。
- 初回生産限定盤の特典DVDには、『皿組キャンプ2014夏 in東西2大野音 -PERFECT SUMMER FESTIVAL PLAN-』より、大阪城野外音楽堂公演のライブダイジェストと、『DISH//とバーチャルデート（TAKUMI編・MASAKI編・RYUJI編・To-i編）』を収録[1]。
- 本作のジャケット写真は、2014年9月にアメリカ・ロサンゼルスで撮影された[2]。

## 収録曲
1. 晴れるYA!
  - 2ndシングル。
  - テレビ朝日系『Break Out』2013年10月度オープニングテーマ
2. サイショの恋〜モテたくて〜
  - 4thシングルの1曲目。
  - ORANGE RANGEのNAOTOからの楽曲提供。
3. 虹のカケラ
  - 2022年4月1日にリテイクバージョンが配信された[3]。
4. 変顔でバイバイ!!
  - 5thシングル。
  - 氣志團の綾小路翔と星グランマニエからの楽曲提供。
5. birds
  - たむらぱんからの楽曲提供。
  - 2022年2月1日にリテイクバージョンが配信された[4][5]。
6. LOL
  - After Romeoのシングル『LOL (Love On Lock)』のカバー。
7. I Can Hear
  - 1stシングル。
  - テレビ東京系アニメ『NARUTO -ナルト- 疾風伝』エンディングテーマ[6]
8. FREAK SHOW
  - 3rdシングル。
  - TOKYO MXドラマ『BATTLE☆DISH//』主題歌[7]
9. 恵比寿物語 〜unplugged ver.〜
  - インディーズ2ndシングル『ピーターパンシンドローム』カップリングのアコースティックバージョン[2]
10. 夢旅
  - 2014年12月25日にMVが公開された[8][注 2]。
11. また明日。 -Bonus Track-
  - メンバー全員で制作した楽曲。

## 収録内容
- ※は初回生産限定盤のみ収録。

| #         | タイトル                          | 作詞                                                        | 作曲                                                        | 編曲                     | 時間  |
| --------- | --------------------------------- | ----------------------------------------------------------- | ----------------------------------------------------------- | ------------------------ | ----- |
| 1.        | 「We Are DISH//」                 | 前山田健一                                                  | 前山田健一                                                  | 前山田健一、JackPotBeats | 4:00  |
| 2.        | 「晴れるYA!」                     | 小倉しんこう                                                | 小倉しんこう                                                | 小倉しんこう、梅原新     | 4:16  |
| 3.        | 「サイショの恋〜モテたくて〜」    | NAOTO                                                       | NAOTO                                                       | NAOTO                    | 3:43  |
| 4.        | 「虹のカケラ」                    | 小倉しんこう                                                | 小倉しんこう                                                | 小倉しんこう、梅原新     | 5:06  |
| 5.        | 「変顔でバイバイ!!」              | 綾小路翔                                                    | 星グランマニエ                                              | 梅原新                   | 4:52  |
| 6.        | 「birds」                         | 田村歩美                                                    | 田村歩美                                                    | 田村歩美                 | 5:02  |
| 7.        | 「LOL」(日本語詞: 岡部波音)       | Skylar Mones、Drew Ryan Scott、Jimmy Burney、Jonnie Forster | Skylar Mones、Drew Ryan Scott、Jimmy Burney、Jonnie Forster | 梅原新                   | 3:31  |
| 8.        | 「ハングリー狂詩曲」              | JackPotBeats                                                | JackPotBeats                                                | JackPotBeats             | 3:37  |
| 9.        | 「I Can Hear」                    | 磯崎健史                                                    | 磯崎健史                                                    | 川端良征                 | 4:13  |
| 10.       | 「FREAK SHOW」                    | シライシ紗トリ                                              | シライシ紗トリ                                              | シライシ紗トリ           | 4:13  |
| 11.       | 「恵比寿物語 〜unplugged ver.〜」 | 重永亮介                                                    | 重永亮介                                                    | T-Cher h                 | 5:06  |
| 12.       | 「皿に走れ!!!!」                  | Gk3                                                         | Gk3                                                         | Gk3                      | 4:22  |
| 13.       | 「夢旅」                          | Gk3                                                         | Gk3                                                         | 重永亮介                 | 4:57  |
| 14.       | 「また明日。-Bonus Track- ※」     | DISH//                                                      | DISH//                                                      | DISH//、T-Cher h         | 5:22  |
| 合計時間: | 合計時間:                         | 合計時間:                                                   | 合計時間:                                                   | 合計時間:                | 62:20 |

| #  | タイトル | 作詞 | 作曲・編曲 |
| -- | --- | ---- | ---------- |
| 1. | 「皿組キャンプ2014夏 in 東西2大野音 -PERFECT SUMMER FESTIVAL PLAN-より、大阪城野外音楽堂ライブダイジェスト」 |      |            |
| 2. | 「DISH//とバーチャルデート TAKUMI編」                                                                        |      |            |
| 3. | 「DISH//とバーチャルデート MASAKI編」                                                                        |      |            |
| 4. | 「DISH//とバーチャルデート RYUJI編」                                                                         |      |            |
| 5. | 「DISH//とバーチャルデート To-i編」                                                                          |      |            |

## タイアップ
※表記はタイアップ起用順。
- I Can Hear
  - テレビ東京系アニメ『NARUTO -ナルト- 疾風伝』エンディングテーマ[6]
- 晴れるYA!
  - テレビ朝日系『Break Out』2013年10月度オープニングテーマ
- FREAK SHOW
  - TOKYO MXドラマ『BATTLE☆DISH//』主題歌[7]

## 再青

### birds（再青）
『birds (in 2022)』（バーズ イン 2022）は、DISH//の楽曲。2022年2月1日にSony Recordsから『再青』第2弾として配信された。

#### 概要（birds）
- 自身のバンド結成10周年を記念したリテイクプロジェクト『再青』の第2弾として、「愛の導火線」と同時リリースされた[4]。
- 配信時点のメンバー4人の演奏とボーカルでリテイクされている[4]。
- 本作のジャケット写真は、フォトグラファーの増田彩来が担当[4][5]。
- リテイクに対して、メンバーの橘柊生は「昔から未だにライブのセトリを決める時に名前があがる楽曲。弾いている時や歌っている時に思わず力んでしまうほどこの曲のエネルギーは凄いなといつも思います。是非全ての楽器に注目して聴いて欲しいです」とコメントした[4]。
- 2022年3月7日、本曲のミュージック・ビデオが、7年越しに制作された[9]。
- 2022年4月6日、上述の『再青』のプロジェクト楽曲をコンパイルしたコンピレーション・アルバム『再』にて、本曲が収録され、同バージョンはCD初収録となった[9]。

#### 収録曲（birds）
1. birds (in 2022) - [4:56]
作詞・作曲・編曲：田村歩美
  - たむらぱんからの楽曲提供。
  - 2022年3月7日にMVが公開された[9]。

### 虹のカケラ（再青）
『虹のカケラ (in 2022)』（にじのカケラ イン 2022）は、DISH//の楽曲。2022年4月1日にSony Recordsから『再青』第4弾として配信された。

#### 概要（虹のカケラ）
- 自身のバンド結成10周年を記念したリテイクプロジェクト『再青』の第4弾として、「勝手にMY SOUL」と同時リリースされた[3]。
- 配信時点のメンバー4人の演奏とボーカルでリテイクされている[3]。
- 本作のジャケット写真は、Hiroshi Masudaが担当[3]。
- 2022年4月6日、上述の『再青』のプロジェクト楽曲をコンパイルしたコンピレーション・アルバム『再』にて、本曲が収録され、同バージョンはCD初収録となった[9]。

#### 収録曲（虹のカケラ）
1. 虹のカケラ (in 2022) - [5:05]
作詞・作曲：小倉しんこう
編曲：小倉しんこう、梅原新